# Клинок ведьм (аниме и манга)
«Клинок ведьм» (яп. ウィッチブレイド Уитти Бурэйдо) — манга и аниме, экранизированная компанией Gonzo. Первоисточником сюжета являются одноимённые комиксы Марка Сильвестри, изданные под руководством Image Comics.

## Сюжет
Клинок ведьм — оружие, дающее безграничную силу и власть его хозяину, но одновременно с этим разрушающее его тело. Мужчины ищут его, но не могут овладеть им, поскольку клинок подчиняется женщинам — хорошо физически и морально развитым, обладающим сверхъестественными способностями, даёт им силу и непреодолимое желание сразиться с сильнейшим противником…
Именно это оружие попадает в руки Масанэ Амахи, оказавшейся в центре Великого Бедствия и единственной подходящей клинку. Когда после Великого Бедствия Масанэ очнулась на земле с маленьким ребёнком на её руках, она не помнила ничего из своей прошлой жизни. С великого бедствия она и этот ребёнок живут как одна семья, но нет ни работы, ни денег.
После шести лет скитания по Японии, Масанэ и её «дочь» Рико возвращаются в центр Токио. Масанэ начинает ощущать желание сражаться, когда чувствует приближение людей-роботов, созданных особой влиятельной корпорацией. В то же время глава одного из отделов этой корпорации нанимает Масанэ для уничтожения этих машин. А эта работа ой как нужна Масанэ, ведь иначе у неё отнимут дочь!

## Персонажи
Масанэ Амаха (яп. 天羽 雅音) — обладательница прототипа и самого сильного из Клинков, её Клинок — основной. Масанэ не помнит ничего из своего прошлого, не умеет готовить и часто напивается. Имеет тяжелый характер (Любит поспорить, упрямая, заносчивая, грубиянка, вспыльчивая) но весёла и добра. Она работает на компанию Додзи. Из-за клинка её ловит Нора и доставляет в НСВФ для изучения оружия, но Масанэ удается сбежать. Её клинок имеет (так же, как и у Сиори) две формы (вторую она получает в 19 серии). После получения новой формы клинка она чувствует себя очень сильной и начинает сражаться чаще. Однако, узнав, что скоро умрёт, решает снять клинок. Впрочем, попытка не имеет успеха, так как клинок лишь разрушает используемые ей приборы. Масанэ узнаёт, что Рихоко не её дочь, а дочь Такаямы и Рэйны, что её настоящее имя Ахарэ Ясуко, и что у неё нет родителей, из-за чего первые 17 лет своей жизни она провела в детдоме. В семнадцать лет она очнулась в эпицентре катастрофы с Рихоко на руках. Тогда она не чувствовала к Рихоко особой привязанности, но со временем стала любить её, как дочь.
Сэйю: Мамико Ното
Рихоко Амаха (яп. 天羽 梨穂子) — малолетняя дочь Рэйны и Рэйдзи. Очень добрая и весёлая девочка, хорошо готовит. После 6-летнего бедствия стала приёмной дочерью Масанэ. Она все сделает для Масанэ. Она не испугалась, когда узнала, что её мать — Масанэ — обладательница клинка ведьм.
Юсукэ Тодзава (яп. 斗沢 祐介) — журналист. Интересуется особыми силами Масанэ, постоянно увязывается за ней, желая снять сенсацию. В последних сериях показывается его хорошее отношение и забота о Масанэ. Во время Великого Бедствия потерял родных. Узнав о Масанэ, он обещал не рассказывать о ней год. Он волнуется за Масанэ и вместе они узнают много про Клинок, Додзи и НСВФ.
Рэйдзи Такаяма (яп. 鷹山 澪士) — один из директоров компании «Додзи». Настоящий генетический отец Рихоко. Именно Такаяма принял на работу Масанэ, хоть и частенько не желал мириться с её характером. Через некоторое время, в Рейдзи проявляются все те чувства, что были у него когда-то ранее, но по-прежнему держит их в себе. Хотя при виде своей дочери, о которой он прежде не знал ничего, он начинает заметно волноваться и становиться неуклюжим. Вскоре в нём, благодаря самой Рико и Масане, проявляются истинные родительские чувства, и он готов сделать всё, чтобы Рихоко осталась жива во время страшных боевых действий в Японии.

### Второстепенные
Рэйна Сохо (яп. 蘇峰 玲奈) — настоящая мать Рихоко. Характер Рэйны сдержанный и очень спокойный. Она работает доктором, пытаясь понять почему клинок Сиори будто уничтожает её, а позже находит информацию что все клинки уничтожают своих хозяек. Убила только Нору, так как та, пыталась забрать Рихоко. Также, Рэйна является носителем искусственно-созданного клинка. Погибает, защищая Рихоко. Причина смерти — разрушение её версии клинка, и смерть от своей 2-й дочери Марии.
Мария (яп. まりあ) На прогулке по магазинам увидела маленькую девочку с матерью и тоже захотела иметь мать, которой оказалась Сохо Рэйна. Увидев свою старшую сестру — Рихоко, стала ревновать, но лишь встретила холодный приём Рэйны. Мария убила "Отца", что привело её к власти над НСВФ, после этого она встретила Аой — её первую подругу и убила Рэйну. Хотела заполучить оригинальный Клинок. Когда Масанэ убивала её, ей привиделась её мать, и она поняла, что была не права.
Хироки Сэгава (яп. 瀬川 弘樹) — помощник Такаямы, постоянно за ним ходит и выплачивает Масанэ зарплату.
Сиори Цудзуки — секретарь Рэйны Сохо, 25 лет, неоген НСВФ. Погибла из-за разрушения клинка клона.
Аой — единственная подруга Марии, 15 лет. Характер Аой спокойный и сдержанный. Погибает в драке с Масанэ, из-за того, что её взбесила нанесенная рана Марии от Масане.
Асаги — неоген третьего поколения. Меланхолична, прямолинейна, немного инфантильна. В битве больше уклоняется, чем атакует. При подготовке к битве с носителем Клинка проводились отборочные бои между сёстрами. Аой заметила Асаги и привела к Марии. Погибла от руки Марии.

## Музыкальное сопровождение

### Открывающие композиции
- «XTC» от Psychic Lover ( с 1 по 13 серии/24 серия)
- «Dear Bob» от KOOLOGI (с 14 по 23)

### Закрывающие композиции
- «Ashita no Te» (яп. あしたの手) от Мамико Ното ( с 1 по 12 серии)
- «Kutsu Himo» от Асами Ямамото (с 13 по 23 серии)
- «Kodou ~get closer~» (яп.  鼓動～get closer～) от PSYCHIC LOVER (24 серия)